# القرية بالدوير
قرية القرية بالدوير هي إحدى القرى التابعة لمركز طما بمحافظة سوهاج في جمهورية مصر العربية. حسب إحصاءات سنة 2006، بلغ إجمالي السكان في القرية بالدوير 8357 نسمة، منهم 4248 رجل و4109 امرأة.